# Charlotte-Dorothée-Sophie de Hesse-Hombourg
Charlotte de Hesse-Homburg (Charlotte Dorothée Sophie; 17 juin 1672 - 29 août 1738), est une noble allemande, membre de la Maison de Hesse et par mariage duchesse de Saxe-Weimar.

## Biographie
Née à Cassel, elle est l'aînée d'une famille de douze enfants nés du second mariage de Frédéric II de Hesse-Hombourg avec Louise Élisabeth de Courlande.
À Cassel, le 4 novembre 1694 Charlotte épouse Jean-Ernest III de Saxe-Weimar dont elle est la seconde épouse. Ils ont quatre enfants, :
1. Charles Frédéric (Weimar, 31 octobre 1695 - Weimar, 30 mars 1696).
2. Jean-Ernest de Saxe-Weimar (Weimar, 25 décembre 1696 - Francfort, 1er août 1715).
3. Marie Louise (Weimar, 18 décembre 1697 - Weimar, 29 décembre 1704).
4. Christiane Sophie (Weimar, 7 avril 1700 - Weimar, 18 février 1701).

Après la mort de son mari en 1707, elle reçoit comme douaire la ville de Hardisleben. Sa résidence principale est le Château Jaune (en allemand : Gelbe Schloss) à Weimar, qui est construit en 1702-1704.
La tutelle de son seul enfant survivant, Jean-Ernest, est donné à son beau-frère Guillaume-Ernest de Saxe-Weimar, toutefois, Charlotte prend soin de son fils pendant sa maladie et sa mort âgé de 18 ans, en 1715.
Charlotte est morte à Weimar âge de 66 ans. Elle est enterrée dans le Fürstengruft, de Weimar.